# 生物安全等級

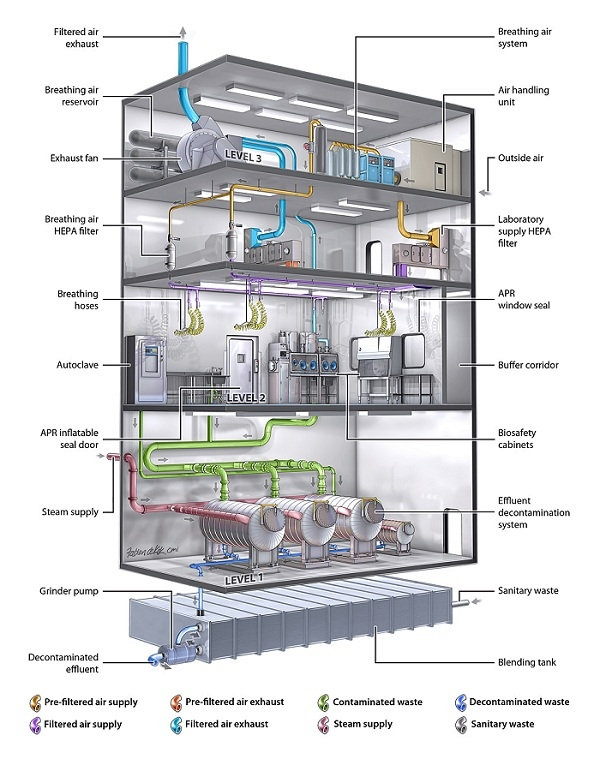
四級生物安全等級實驗室的必要功能

生物安全等級（英語：Biosafety level，简称BSL）是指在封閉的實驗室環境中隔離危險的生物制剂所需的一套生物安全防護措施。共分为四级，最低级为一级生物安全等級（BSL-1），最高级为四级生物安全等級（BSL-4）。在美国，疾病控制與預防中心（CDC）指定这些级别。在欧洲联盟，相同的生物安全级别被指令定义。
在最低的生物安全等級上，预防措施可能包括定期洗手和最少的防护装备。在最高的生物安全等級下，预防措施可能包括气流系统，多个密闭室，密封的容器，正压式个人防护服，所有过程的既定规程，广泛的人员培训以及高等級的安全性，以对设施的访问控制。据加拿大卫生部报告，截止1999年，全世界有超过5000例实验室意外感染的记录，有190人死亡。

## 历史
1943年，在马里兰州迪特里克堡的美国陆军生物战实验室工业健康与安全主任（1944年-1969年在任）阿诺德·G·韦杜姆（Arnold G. Wedum）的指导下，当时还是美国陆军士兵的小休伯特·卡姆普夫（Hubert Kaempf Jr.）制作了第一个三级（最大封闭性）生物安全柜的原型。卡姆普夫厌倦了在迪特里克的宪兵职责，得以调到金属板部门，与承包商H.K.弗格森公司（H.K. Ferguson Co.）合作。
1955年4月18日，14位代表在迪特里克堡举行会议。会议旨在分享有关生物安全、化学、辐射和工业安全问题的知识和经验，这些问题是美国陆军三个主要生物战（BW）实验室运作的共同点。由于在生物战实验室进行的工作具有潜在的影响，这些会议只限于最高级别的安全许可。从1957年开始，这些会议计划包括非机密会议和机密会议，以便更广泛地分享生物安全信息。然而，直到1964年，会议才在一个与生物战计划无关的政府机构中举行。
在接下来的十年里，参加生物安全会议的代表逐渐包括所有赞助或进行病原体微生物研究的联邦机构的代表。到1966年，它开始包括来自大学、私人实验室、医院和工业综合体的代表。在整个1970年代，参加会议的人数继续扩大，到1983年开始讨论建立一个正式的组织。美国生物安全协会（ABSA）于1984年正式成立，并在同一年起草了章程和细则。截至2008年，ABSA的专业协会共有约1600名成员。
1977年，澳大利亚科学院的吉姆·皮科克（Jim Peacock）询问时任联邦科学与工业研究组织澳大利亚动物健康实验室（CSIRO AAHL）主任比尔·斯诺登（Bill Snowdon），他是否可以让AAHL人员评审新发布的美国国立卫生研究院（NIH）和英国关于发展生物制剂基础设施的同等要求，以便建议澳大利亚当局采用其中的一项。评审是由CSIRO AAHL项目经理Bill Curnow和CSIRO工程师Arthur Jenkins进行的。他们起草了每个安全等级。AAHL在概念上被归类为“大大超过P4”。这些结果被澳大利亚科学院采用，并成为澳大利亚立法的基础。

## 生物安全等級

### 与微生物危险度等级相对应的生物安全等級、操作和设备对照表
依據美國疾病控制與預防中心（CDC）將生物實驗室安全分為由低至高的BL1、BL2、BL3(P3)、BL4(p4) 四個主要等級。
| 危险度 | 生物安全等級                         | 实验室类型               | 实验室操作                                                         | 安全设施                                                                  |
| ------ | ------------------------------------ | ------------------------ | ------------------------------------------------------------------ | ------------------------------------------------------------------------- |
| 1级    | 基础实验室——一级生物安全等級         | 基础的教学、研究         | 優良微生物操作技術（Good Microbiological Techniques，GMT）         | 不需要；开放实验台                                                        |
| 2级    | 基础实验室——二级生物安全等級         | 初级卫生服务；诊断、研究 | GMT加防护服、生物危害标志                                          | 开放实验台，此外需生物安全柜用于预防可能生成的气溶胶                      |
| 3级    | 防护实验室——三级生物安全等級         | 特殊的诊断、研究         | 在二级生物安全防护等級上增加特殊防护服、进入制度、定向气流         | BSC和／或其他所有实验室工作所需要的基本设备                               |
| 4级    | 最高防护实验室——四级生物安全研究等級 | 危险病原体研究           | 在三级生物安全防护等級上增加气锁入口、出口淋浴、污染物品的特殊处理 | Ⅲ级 BSC 或Ⅱ级 BSC并穿着正压服、双开门高压灭菌器（穿过墙体）、空气过滤设备 |

注：BSC：生物安全柜；GMT：微生物学操作技术规范

### 基础实验室——一级生物安全等級
这种类的实验室适用于已经确定不会使成年人立即感染任何疾病或是对于实验人员及实验室的人员造成最小的危险的病原体（美国疾病管制局，1997）。这类的实验室可以处理较多种类的普通病原体，例如犬传染性肝炎、非感染性的埃西里氏大肠杆菌，以及对于非传染性的病菌与组织进行培养。在这个等級中需要的用于防范生物危害的措施是微乎其微的，只需要手套和一些面部防护。不像其他种类的特殊实验室，这类的实验室并不一定需和大众交通分隔，而且在这类实验室中仅需要再开放实验台上依循微生物学操作技术规范(GMT)即可。在一般情况下，被污染的材料都留在开放（但分别注明）废弃物容器中。除此之外，这类型的实验后洗净程序与我们在现代日常生活对于微生物的大部分预防措施皆相同（例如：用抗菌肥皂洗涤一个人的手，以消毒剂清洗实验室的所有暴露表面等），但实验室环境中使用的所有细胞和/或细菌所使用的所有材料都必须经过高压釜的灭菌消毒处理。实验室人员在实验室中进行的程序中必须经由普通微生物学或相关科学训练的科学家监督且必须事先训练之。

### 基础实验室——二级生物安全等級
这类实验室与生物安全级别1等級类似，但其研究的病原体为对于人员和环境具有潜在危险的中度病原体。这类实验室较能处理较多种的病菌，且该病菌仅能对人类造成轻微的疾病，或者是难以在实验室环境中的气溶胶中生存， 如艰难梭菌、大部分的衣原体门、A;B与C型肝炎、 A型流感 、莱姆病、沙门氏菌、腮腺炎病毒、麻疹病毒、羊搔痒症、抗药性金黄色葡萄球菌与VRSA。BSL-2和BSL-1不同之处在于：
1. 實驗人員與處理病原體人員需為特定培訓和高級培訓的科學家
2. 實驗時限制特定人士的出入
3. 采取极端的防治污染物品预防措施; 需要生物安全柜或其他物理遏制设备
4. 可能产生造成传染性气融胶或喷雾的实验必须在二级生物安全柜进行

### 防护实验室——三级生物安全等級
该级别实验室适用于临床、诊断、教学、科研、或生产药物，这类实验室专门处理本地或外来的病原体且这些病原体可能会藉由吸入而导致严重的或潜在的致命疾病。 这些病原体包括目前已经有治疗法但可能导致人类患严重的致命性疾病的各种细菌、寄生虫和病毒，包括但不局限于炭疽杆菌、结核杆菌、利什曼原虫、鹦鹉热衣原体、西尼罗河病毒、委内瑞拉马脑炎病毒、东部马脑炎病毒、SARS冠状病毒、伤寒杆菌、贝纳氏立克次体、裂谷热病毒、立克次氏体、黄热病毒、SARS冠狀病毒2型。
实验室工作人员必须接受有关致病性和潜在的致命或致病性病原体的具体培训，且必须被对于此方面有经验之适任科学家监督。这被认为是中性或暖区（neutral or warm zone）。
所有涉及感染性材料的操作过程是在生物安全柜，专门设计的通风柜内进行，或由备有其他物理抑制装置/穿着适当的个人防护衣物和设备的人员进行操作。该实验室具有特殊的工程和设计特点。
虽然上述配备是被公认为必须设施，然而，一些现有的设施可能没有都符合生物安全3级的（例如：双门进入区和密封零渗透力配备（sealed penetrations））建议。在这种情况下，在可供接受的安全等級下进行例行程序的行为（例如：涉及鉴定病原体与人传播的诊断程序、分类，药物过敏试验等），可在生物安全2级（P2）设施中实施提供，例如：
1. 将从实验室里过滤后的废气排放到室外
2. 实验室的通风平衡提供定向气流进入室内
3. 在工作正在进行时限制进入实验室的人士
4. 严格遵循推荐的标准微生物的实践与特别的做法，并配有生物安全3级安全设备

但实施这一生物安全等級3建议修改的决定只能由实验室主任批准。

### 最高防护实验室——四级生物安全等級

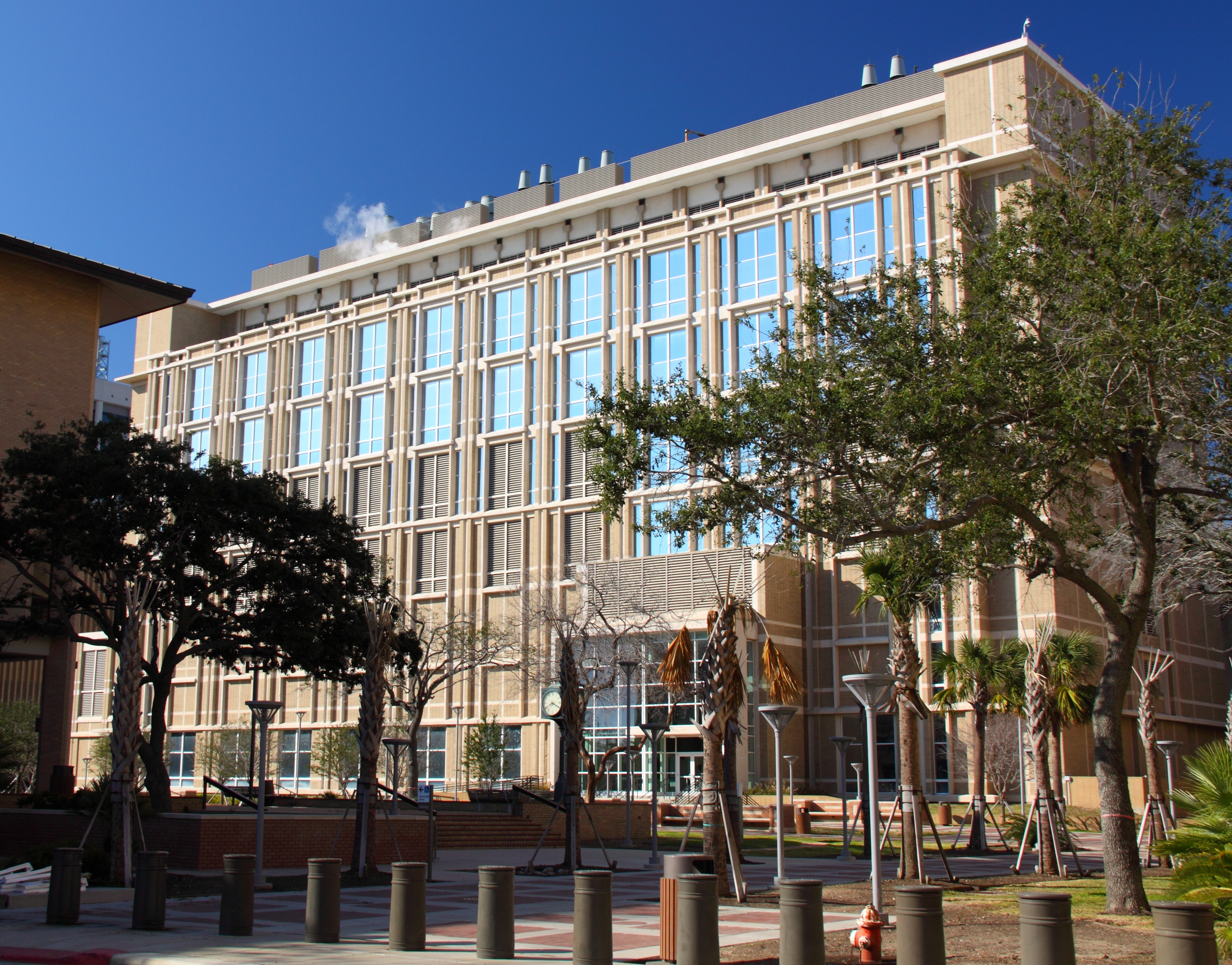
加爾維斯敦國家實驗室是一間屬於德克薩斯大學系統的實驗室

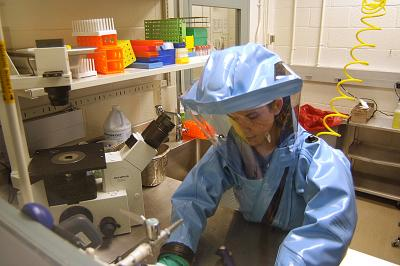
生物性危害物質防護服

此級別需要處理危險或未知的病原體，且該病原體可能造成經由氣溶膠傳播之病原體或造成高度個人風險，且該病原體至今仍無任何已知的疫苗或治療方式，如阿根廷出血熱與剛果出血熱、伊波拉病毒、馬爾堡病毒、拉薩熱、克里米亞-剛果出血熱、天花、漢他病毒，以及其他各種出血性疾病。當處理這類生物危害病原體時，實驗人員需強制性地穿戴獨立供氧的正壓防護衣。生物實驗室的四個出入口將配置多個淋浴設備。同時有真空室與紫外線光室，及其他旨在摧毀所有的生物危害的痕跡之安全防範措施。同時，所有出入口都為氣密式，並且被以電腦控制上鎖，以防止在同一時間打開兩個門。所有的廢氣及廢水的排放，均使用生物安全4級（或P4）實驗室進行類似的消毒程序，以減少意外釋放的可能性。
當一個病原體被懷疑或可能有抗藥性時都必須在BSL-4實驗室進行處理，直到有足夠的數據確認前，都必須在該等級之實驗室持續工作。實驗人員必須對於他們在處理極其危險的傳染性有具體和深入的培訓，同時理解嚴格的標準、特殊的措施、防護配備及工作目標。他們會被與受過訓練或曾實際處理這些病原體的合格科學家監督。且實驗室的出入受到實驗室主任的嚴格控制。四級生物安全實驗室是在一個單獨的建築物或在控制區域內的建築物，同時與該區域內其他建築物完全隔離。且該實驗室必須建立防止污染的計畫，需要經常使用負加壓設備並準備或採用一個特定設備操作手冊。如此一來即使實驗室受到損害，也能抑制透過氣膠傳播之病原體在環境中的爆發。而實驗室內的所有實驗活動只限於在III級生物安全櫃中進行，或II級生物安全櫃，且只有裝備生命支持系統及通過正壓通風的實驗者才能使用。

## 生物安全第四等級實驗室（BSL-4）

### 现有实验室
目前设有生物安全第四等級實驗室（P4實驗室）的国家和地区有：美国（14间）、英国（9间）、澳洲（4间）、德国（4间）、俄罗斯（3间）、中华人民共和国（2间）、台灣（中華民國）（2间）、日本（2间）、印度（2间）、韩国（1间）、加拿大（1间）、法国（1间）、加彭（1间）、意大利（1间）、南非（1间）、瑞典（1间）和瑞士（1间）。
| 国家/ 地区       | 位置                                          | 管轄單位                                             | 轄下實驗室                                                    | 注释与參考文獻                          |
| ---------------- | --------------------------------------------- | ---------------------------------------------------- | ------------------------------------------------------------- | --------------------------------------- |
|                  | 維多利亞州墨爾本                              | 维多利亚传染病参考实验室（VIDRL）                    |                                                               | [ 10 ] [ 11 ]                           |
| 維多利亞州吉朗   | 澳大利亚联邦科学与工业研究组织                | 澳大利亚动物健康实验室                               | [ 10 ] [ 11 ]                                                 |                                         |
| 昆士蘭州布里斯班 | 昆士兰健康                                    | 昆士兰州卫生法医和科学服务处                         | [ 11 ]                                                        |                                         |
| 新南威爾斯州雪梨 | 韦斯特米德医院                                | 传染病和微生物学实验室服务中心和临床病理和医学研究所 | [ 11 ]                                                        |                                         |
| 加拿大           | 馬尼托巴省温尼伯                              | 加拿大公共卫生局                                     | 国家微生物学实验室                                            | [ 11 ]                                  |
| 法國             | 里昂                                          | 法国卫生和医学研究所（Inserm）                       | Laboratoire Jean Merieux                                      | [ 10 ] [ 11 ]                           |
| 加彭             | 弗朗斯维尔                                    | 弗朗西维尔国际研究中心（CIRMF）                      |                                                               | [ 10 ] [ 11 ]                           |
| 德国             | 柏林                                          | 羅伯特·科赫研究所                                    |                                                               | [ 12 ]                                  |
| 德国             | 漢堡                                          | Bernhard Nocht热带医学研究所                         |                                                               | [ 10 ] [ 11 ]                           |
| 德国             | 梅克伦堡-前波美拉尼亚州格赖夫斯瓦尔德里姆斯岛 | 弗里德里希-吕弗勒研究所                              |                                                               | [ 13 ]                                  |
| 德国             | 黑森州馬爾堡                                  | 马尔堡大学                                           | 病毒研究所                                                    | 主要研究出血热病毒                      |
| 義大利           | 羅馬                                          | 国家传染病研究所                                     | Lazzaro Spallanzani Hospital                                  | [ 11 ]                                  |
| 中華民國         | 新北市                                        | 國防醫學大學                                         | 預防醫學研究所                                                | [ 15 ] [ 16 ] [ 17 ]                    |
| 中華民國         | 臺北市                                        | 衛生福利部疾病管制署                                 | 檢驗及疫苗研製中心（昆陽實驗室）                              | 目前僅執行P3等級實驗任務                |
| 俄羅斯           | 新西伯利亞州                                  | 俄羅斯國家病毒學與生物技術研究中心（VECTOR）         |                                                               | [ 10 ] [ 11 ]                           |
| 俄羅斯           | 基洛夫州                                      | 俄羅斯國防部                                         | 微生物研究所                                                  | [ 11 ]                                  |
| 俄羅斯           | 莫斯科谢尔吉耶夫镇                            | 俄羅斯國防部                                         | 微生物学研究所病毒学中心                                      | [ 11 ]                                  |
| 南非             | 約翰尼斯堡                                    | 国家传染病研究所（NICD）                             | 特别病原菌组                                                  | [ 10 ] [ 11 ]                           |
| 瑞典             | 索爾納                                        | 瑞典傳染病防治研究所                                 | 高致病性微生物部                                              | [ 10 ] [ 11 ]                           |
| 瑞士             | 日內瓦                                        | 日内瓦大学医院                                       |                                                               | [ 11 ]                                  |
| 英国             | 大伦敦卡姆登区                                | 弗朗西斯·克里克研究所                                |                                                               | 为BSL-4实验室，但不从事人类病原体的研究 |
| 英国             | 大倫敦巴尼特區科林代尔                        | 卫生保护局感染中心                                   | 卫生局实验室                                                  | [ 11 ]                                  |
| 英国             | 大伦敦磨坊山                                  | 英国国家医学研究所                                   | 医学研究委员会实验室                                          | [ 11 ]                                  |
| 英国             | 赫特福德郡波特斯巴                            | 英国国家生物制品检定所                               | Department of Health and Home Office laboratory               | [ 11 ]                                  |
| 英国             | 萨里郡阿德爾斯通                              | 动植物卫生署                                         | Department for Environment, Food and Rural Affairs laboratory | [ 11 ]                                  |
| 英国             | 薩里郡皮尔布赖特                              | 皮尔布赖特研究所                                     | 生物技术和生物科学研究委员会实验室                            | [ 11 ]                                  |
| 英国             | 薩里郡皮尔布赖特                              | 百靈佳殷格翰動物保健                                 |                                                               | 生产预防口蹄疫和蓝舌病的疫苗            |
| 英国             | 威爾特郡索尔兹伯里                            | 卫生保护局应急准备和反应中心                         |                                                               | [ 11 ]                                  |
| 英国             | 威爾特郡索尔兹伯里                            | 国防科学与技术实验室（Dstl）                         | 国防部实验室                                                  |                                         |
| 美国             | 喬治亞州亞特蘭大                              | 美國疾病預防及控制中心（CDC）                        | 特殊病原菌科                                                  | [ 10 ] [ 11 ]                           |
| 美国             | 喬治亞州亞特蘭大                              | 喬治亞州立大學                                       | 国家病毒资源中心                                              | [ 10 ] [ 11 ]                           |
| 美国             | 馬里蘭州弗雷德里克                            | 美国陆军传染病医学研究所（USAMRIID）                 |                                                               | [ 10 ] [ 11 ]                           |
| 美国             | 蒙大拿州汉密尔顿                              | 国家过敏和传染病研究所（NIAID）                      | 落基山实验室                                                  | [ 11 ]                                  |
| 美国             | 麻薩諸塞州波士顿                              | 波士頓大學                                           | 国家新型传染病实验室                                          | [ 19 ]                                  |
| 美国             | 德克薩斯州聖安東尼奧                          | 得克萨斯州生物医学研究所                             |                                                               | [ 10 ] [ 11 ]                           |
| 美国             | 德克薩斯州加爾維斯敦                          | 德克薩斯大學醫學部                                   | 加尔维斯顿国家实验室                                          | [ 10 ] [ 11 ]                           |
| 中华人民共和国   | 湖北省武汉市                                  | 中國科學院武漢病毒研究所                             | 中國科学院武汉国家生物安全实验室                              | [ 20 ]                                  |
| 中华人民共和国   | 黑龍江省哈尔滨市                              | 中國農業科學院哈爾濱獸醫研究所                       | 國家動物疾病防控高級別生物安全實驗室                          | [ 21 ]                                  |
|                  | 忠清北道                                      | 京元医疗                                             | 奥松实验室                                                    |                                         |
| 日本             | 東京都武藏村山市                              | 国立感染症研究所                                     | 村山廳舍病毒部                                                | [ 22 ]                                  |
| 日本             | 茨城縣筑波市                                  | 理化學研究所                                         | 筑波研究所                                                    | 因當地民眾反對，僅用作BSL-3實驗室       |
| 印度             | 中央邦博帕尔                                  | 高危险性动物疾病研究所（HSADL）                      |                                                               | [ 24 ]                                  |
| 印度             | 特伦甘纳邦海得拉巴                            | 科学与工业研究理事会                                 | 细胞和分子生物学中心                                          | [ 25 ]                                  |

### 规划中的BSL-4级实验室
新加坡在2021年宣布计划设立BSL-4级实验室，该实验室在2025年启用之际将成为东南亚地区的首间BSL-4级实验室。
| 国家/ 地区 | 位置   | 管轄單位     | 轄下實驗室     | 预计启用时间 | 參考文獻             |
| ---------- | ------ | ------------ | -------------- | ------------ | -------------------- |
| 新加坡     | 肯特岗 | 新加坡国防部 | 国防科技研究院 | 2025年       | [ 26 ] [ 27 ] [ 28 ] |

### 引用
1. ↑  Chosewood LC, Wilson DE (编).  5th. Centers for Disease Control and Prevention. 2009  [1 April 2020]. ISBN 978-0-1608-5042-4. （原始内容存档于2021-01-22）.
2. ↑  Directive 2000/54/EC of the European Parliament and of the Council of 18 September 2000 on the protection of workers from risks related to exposure to biological agents at work (seventh individual directive within the meaning of Article 16(1) of Directive 89/391/EEC)
3. ↑   (PDF). Ryerson University Facilities Management and Design.   [4 February 2021]. （原始内容存档 (PDF)于2021-02-16）.
4. ↑  Covt, Norman M. (1997), “A History of Fort Detrick, Maryland” 的存檔，存档日期2008-09-22., 3rd edition. Kaempf retired from Fort Detrick in 1994, having completed more than 50 years service. He was chief of the mechanical branch, Directorate of Engineering and Housing.
5. ↑  Manuel S. Barbeito; Richard H. Kruse. . American Biological Safety Association.   [2008-08-14]. （原始内容存档于2008-06-20）.
6. 1 2 3  . United States Department of Agriculture: National Agricultural Library. 2009-02-11  [2009-02-11]. （原始内容存档于2009-02-27）.
7. ↑  .   [2021-04-24]. （原始内容存档于2013-06-03）.
8. ↑  . 財團法人中華顧問工程司.   [2020-02-13]. （原始内容存档于2009-05-18）.
9. 1 2 3 4  The 1, 2, 3's of Biosafety Levels
10. 1 2 3 4 5 6 7 8 9 10 11 12 13  McSweegan, E. . ASM News. 1999, 65: 743–746.
11. 1 2 3 4 5 6 7 8 9 10 11 12 13 14 15 16 17 18 19 20 21 22 23 24 25 26 27 28  Hottes, Alison K.; Rusek, Benjamin; Sharples, Fran. . . Washington, D.C.: Natl Academy Pr. March 2012: 204 pages. ISBN 978-0309225755 （英语）.
12. ↑  . Robert Koch Institut.   [16 April 2016]. （原始内容存档于19 May 2016）.
13. ↑  . Caverion.   [16 April 2016]. （原始内容存档于22 April 2016）.
14. ↑  . Philipps-University Marburg.   [16 April 2016]. （原始内容存档于11 June 2016）.
15. 1 2  . 衛生福利部疾病管制署.[永久]
16. 1 2  . Federation of American Scientists.   [2013-06-17]. （原始内容存档于2016-04-02）.
17. 1 2   (PDF). 衛生福利部疾病管制署. （原始内容 (PDF)存档于2016-03-10）.
18. ↑  Ewen Callaway. . Nature. 6 June 2013  [26 May 2016]. S2CID 180705493. doi:10.1038/nature.2013.13143. （原始内容存档于7 June 2016）.
19. ↑  . Boston University.   [2016-05-28]. （原始内容存档于2016-06-04）.
20. ↑  . 中国青年报. 2015-02-01  [2018-06-07]. （原始内容存档于2020-02-03）.
21. ↑  . 中华人民共和国科学技术部. 2018-08-15  [2021-04-24]. （原始内容存档于2019-09-21）.
22. ↑  . 中国新闻网. 2015-08-07  [2021-04-24]. （原始内容存档于2021-04-24）.
23. ↑  . Japan Bullet. 3 August 2015  [14 March 2018]. （原始内容存档于15 March 2018）.
24. ↑  . National Institute of High Security Animal Diseases, India.   [2016-04-20]. （原始内容存档于2016-03-19）.
25. ↑  . 印度报 The Hindu.   [2016-04-25]. （原始内容存档于2016-01-16） （英语）.
26. ↑  蓝云舟. . 新加坡联合早报. 2021-03-01  [2021-03-02] （中文）.
27. ↑  蓝云舟. . 新加坡联合早报. 2021-03-02  [2021-03-02]. （原始内容存档于2021-03-03） （中文）.
28. ↑  Fabian Koh. . 新加坡海峡时报 The Straits Times. 2021-03-01  [2021-03-02]. （原始内容存档于2021-03-03） （英语）.

## 延伸閱讀
- WHO 
  - Laboratory Biosafety Manual - Third Edition （页面存档备份，存于）
- US
  - Biosafety in Microbiological and Biomedical Laboratories (BMBL) 5th Edition, Feb 2007 USA （页面存档备份，存于）
- Canada
  - Laboratory Biosafety Guidelines 3rd Edition–2004 Canada （页面存档备份，存于）

## 外部連結
- Biosafety in Microbiological and Biomedical Laboratories CDC （页面存档备份，存于）
- Federation of American Scientists: Biosafety Level 3 and 4 Labs （页面存档备份，存于）